# Dicranomyia stygipennis
Dicranomyia stygipennis là một loài ruồi trong họ Limoniidae. Chúng phân bố ở miền Australasia.